# Odžimův laktam
Odžimův laktam je organická sloučenina používaná při výrobě taxolu. Tento laktam poprvé vytvořil Iwao Odžima. Připravuje se asymetrickou syntézou s využitím chirálního pomocníka.
Příprava se zaměřuje na cykloadiční reakcí iminu s lithným enolátem. K dosažení potřebné stereochemie β-laktamu (fenylová skupina a silylether musí být vzájemně v poloze cis) se používá při tvorbě enolátu chirální pomocník. Syntéza enolátu začíná u kyseliny glykolové. Hydroxylová skupina se ochrání jako benzylová a karboxylová kyselina se aktivuje reakcí s chloridem thionylu] za vzniku acylchloridu. Acylchlorid reaguje s chirálním pomocníkem, kterým je trans-2-fenyl-1-cyklohexanol. Následně se odstraní benzylová skupina a na její místo se naváže triethylsilylether reakcí s triethylsilylchloridem. Působením fenyllithia se utvoří enolát.
Imin se vytvoří reakcí hexamethyldisilazanu s fenyllithiem za vzniku silně zásaditého amidu a jeho následnou kondenzací s benzaldehydem.
Iminový a enolový meziprodukt se účastní cykloadice následované vnitromolekulární nukleofilní acylovou substitucí aminu a odštěpením chirálního pomocníka za tvorby cis-laktamu. Poté se odstraní triethylsilylová skupina pomocí kyseliny fluorovodíkové a naváže se benzoylová skupina Schottenovou-Baumannovou reakcí